# Тиляпія мозамбіцька
Тиляпія мозамбіцька (лат. Oreochromis mossambicus) — вид риб родини Цихлових (лат. Cichlidae). Раніше відзначався в складі роду Тиляпія (лат. Tilapia). Походить з Африки: нижня Замбезі, нижня Шире і низина між дельтою Замбезі та затокою Алгоа. Також у річках Брек і в Лімпопо. Широко використовується в аквакультурі. У 60-ті роки XX століття розпочаті роботи по акліматизації й вирощуванню даного виду в Україні. В Україні розводилася в Будацькому лимані.